# 21748 Srinivasan
A 21748 Srinivasan (ideiglenes jelöléssel 1999 RH170) a Naprendszer kisbolygóövében található aszteroida. A LINEAR projekt keretében fedezték fel 1999. szeptember 9-én.